# Каркьофу
Каркьофу̀ (на френски: Carquefou) е град в Западна Франция, регион Пеи дьо ла Лоар, департамент Лоар Атлантик, предградие на Нант. Намира се на 16 km на север от главния административен център на департамента – град Нант. Население около 18 хил. души (2007 г.).

## Спорт
Представителният футболен отбор на града носи името ЮС Жана д'Арк. Той има аматьорски статут. През сезон 2007 – 2008 г. постига най-големия успех в своята история – играе четвъртфинал във футболния турнир за Купата на Франция, като отстранява елитните френски футболни отбори АС Нанси-Лорен и Олимпик Марсилия. Този успех се превръща в световна футболна новина през пролетта на 2008 г.

## Личности
Родени
- Жул-Албер дьо Дион (1907 – 1993), пионер на автомобилната индустрия във Франция